# براتوس (شجرة)
براتوس (بالإنجليزية: Bratus) هو اسم شجرة بلينيوس الأكبر الموصوفة في كتابه هيستوريا ناتوراليس:
الكتاب 12، الفصل. 39 (بلين. نات. 12.39) - تسمى الشجرة براتوس (BRATUS).
ومن ثم فإنهم يستوردون من بلد إليميس (Elymæi) خشب شجرة تسمى براتوس، والتي تشبه في المظهر شجر السرو المنتشر. أغصانها بيضاء اللون وأثناء احتراق الخشب تنبعث منه رائحة طيبة؛ كما يتحدث عنها بشدة كلوديوس قيصر في تاريخه لخصائصها الرائعة. ويُذكر أن البارثيين يرشون أوراقه في مشروبهم، وأن رائحته تشبه إلى حد بعيد رائحة الأرز، وأن دخانه فعّال في مواجهة آثار الدخان المنبعث من الأخشاب الأخرى. حيث تنمو هذه الشجرة في البلدان الواقعة وراء باستيجريس في أراضي مدينة سيتاكا على جبل زاغروس.
لاحظ محررا بلينيوس جون بوستوك وهنري توماس رايلي بخصوص براتوس:
على الرغم من أن شجيرة المقتصد سافين الـجونيبيروس سابينا من كارل لينيوس تحمل هذا الاسم باللغة اليونانية، فمن الواضح كما يقول أنطوان لوران أبولينير فيي أن بلينيوس لا يلمح إليها ولكن إلى شجرة صنوبرية، حيث أن تلك العائلة هي التي تنتج خشبًا راتنجيًا برائحة بلسمية عند إشعالها. وقد كان يوهان بوهين وآخرون يصنعون الشجرة التي من المفترض أن تكون شجرة الحياة أوكسيدنتاليس لـكارل لينيوس. ولكن كما لاحظ أنطوان لوران أبولينير فيي أن هذه الشجرة هي في الواقع ذات موطن أصلي في كندا. في حين أن شجرة الحياة تيجا أورينتاليس من أصول يابانية. ومع ذلك فهو يقترح أن «شجرة الحياة ثتيجا أريكولاتا» لجبل أطلس (أرتيكيولاتا تتراكلينيس) ربما كانت حمضيات بليني.
(في الجملة الأخيرة كان ينبغي على بوستوك ورايلي أن يكتبا «أرز» بدلاً من «حمضيات». الاسم اليوناني أرز كيدروس (κέδρος kédros) أعطى الكلمة اللاتينية سيدروس وطُبق بالمثل على السترون وكلمة السترس (الحمضيات) مشتقة من نفس الجذر. ومع ذلك وككلمة مستعارة في اللغة الإنجليزية أصبح الأرز ثابتًا في معناه التوراتي لـ سيدروس بحلول وقت استخدامه لأول مرة في عام 1000 ب م.)، لذلك لا ينبغي استخدام كلمة «سيترس» كاسم شائع للأرز من جنس شجرة الحياة (Thuja).